# Czarny Dunajec (miasto)
Czarny Dunajec – miasto w Polsce położone w województwie małopolskim, w powiecie nowotarskim, siedziba gminy Czarny Dunajec.
Miasteczko w latach 1879–1896, miasto od 1 stycznia 1925 do 1 sierpnia 1934, po czym włączony do nowo utworzonej gminy Czarny Dunajec. W latach 1954–1972 siedziba gromady Czarny Dunajec, a od 1 stycznia 1973 reaktywowanej gminy Czarny Dunajec. Status miasta odzyskał 1 stycznia 2023 roku.

## Położenie
Pod względem historycznym Czarny Dunajec leży w południowej Małopolsce. Etnograficznie stanowi także część Podhala. Wieś królewska Dunajec w II połowie XVI wieku była położona w powiecie sądeckim województwa krakowskiego i należała do tenuty nowotarskiej.
Według regionalizacji fizycznogeograficznej Polski miasto położone jest w Kotlinie Nowotarskiej (część mezoregionu Kotliny Orawsko-Nowotarskiej). Leży na zupełnie płaskim terenie nad Czarnym Dunajcem, przy czym prawie cała zabudowa miasta ciągnie się wzdłuż lewego brzegu tej rzeki. Na zachodzie tereny administracyjne miasta sięgają po słabo wyraźny w tym rejonie Wielki Europejski Dział Wodny, stanowiący tu granicę pomiędzy zlewiskami Bałtyku i Morza Czarnego. Powyżej miasta (licząc z biegiem rzeki), na tym samym brzegu, leży wieś Podczerwone, zaś poniżej, na brzegu prawym – wieś Wróblówka.
W Czarnym Dunajcu krzyżują się drogi: nr 957 z Nowego Targu do Jabłonki i dalej przez Przełęcz Lipnicką do Zawoi oraz nr 958 z Chabówki do Chochołowa i dalej przez Witów do Zakopanego.

## Historia

### XVIII-XX wiek
W okresie zaboru austriackiego miejscowość była siedzibą tzw. państwa czarnodunajeckiego.
Od 1879 do 1896 roku Czarny Dunajec był zaliczany do miasteczek.
8 stycznia 1905 roku powstała tutaj spółdzielnia pod nazwą Towarzystwo Zaliczkowe, która nie tylko udzielała kredytów, ale również pomagała członkom w oszczędzaniu, sprawach finansowych i gospodarczych. W 1925 roku zmieniła nazwę na Bank Spółdzielczy. Obecnie jej tradycje kontynuuje Bank Spółdzielczy w Czarnym Dunajcu.
W okresie międzywojennym stacjonował w miejscowości komisariat Straży Granicznej oraz funkcjonowało kolejowe przejście graniczne Czarny Dunajec-Suchá Hora. W latach 1925–1934 Czarny Dunajec posiadał prawa miejskie.
8 września 1939 roku żołnierze Wehrmachtu rozstrzelali 2 mieszkańców i spalili ogółem 36 budynków.
W latach 1975–1998 miejscowość administracyjnie należała do województwa nowosądeckiego.

### XXI wiek
W 2016 r. Czarny Dunajec uzyskał wraz z sołectwem Piekielnik w gminie Czarny Dunajec status obszaru ochrony uzdrowiskowej („Obszar Ochrony Uzdrowiskowej Czarny Dunajec”).

#### Odzyskanie praw miejskich (2023)
4 lutego 2021 roku radni gminy Czarny Dunajec zdecydowali o przeprowadzeniu konsultacji z mieszkańcami w sprawie przywrócenia Czarnemu Dunajcowi statusu miasta. Konsultacje odbyły się pod koniec lata 2021 roku. 8 lipca 2021 roku gmina rozpoczęła kampanię informacyjną na ten temat. Konsultacje odbyły się w dniach od 1 do 30 września 2021 roku, a głosować mogli wszyscy mieszkańcy od 13 roku życia. Spośród 19 153 mieszkańców Gminy Czarny Dunajec uprawnionych do głosowania, w konsultacjach ważny głos oddały 5834 osoby (frekwencja 30,46%). Za nadaniem statusu miasta Czarnemu Dunajcowi oddano 3954 głosy (67,8% ważnych głosów), przeciwko było 1107 osób (19%), a 773 mieszkańców gminy wstrzymało się (13,2%). W Czarnym Dunajcu w konsultacjach oddano 1266 ważnych głosów, z czego 733 (57,9%) uczestników konsultacji opowiedziało się za nadaniem statusu miasta, 472 (37,3%) było przeciwnych, a 61 (4,8%) wstrzymało się od zajęcia jednoznacznego stanowiska. Podczas sesji w dniu 14 lutego 2022 roku Rada Gminy Czarny Dunajec podjęła uchwałę o wystąpieniu z wnioskiem o nadanie statusu miasta miejscowości Czarny Dunajec. 16 lutego 2022 roku Rada Gminy wystąpiła z wnioskiem do Ministra Spraw Wewnętrznych i Administracji o nadanie Czarnemu Dunajcowi praw miejskich oraz o zmianę statusu gminy z wiejskiej na miejsko-wiejską. 27 lipca 2022 roku Rada Ministrów przyjęła rozporządzenie, na mocy którego od 1 stycznia 2023 roku Czarny Dunajec stał się oficjalnie miastem.

## Zabytki
Obiekty wpisane do rejestru zabytków nieruchomych województwa małopolskiego.
- Gmach dawnego Sądu Powiatowego, Mościckiego 12;
- synagoga, ul. Sienkiewicza 10.

### Inne zabytki
- Cmentarz żydowski w Czarnym Dunajcu z 2. poł. XIX w.
- Kościół Przenajświętszej Trójcy z 1871.
- Była stacja kolejowa z 1904.

## Klimat
Czarny Dunajec leży w strefie klimatu umiarkowanego chłodnego, średnia temperatury w bieżącym stuleciu wynosi średnio 5,3 °C. Najwyższa temperatura, jaką zanotowano wynosiła 33,9 °C, a najniższa temperatura wynosiła –42 °C (10 lutego 1929). 3 lutego 2012 roku temperatura spadła do –34,8 °C. Średnia roczna suma opadów wynosi 743 mm.
Torfowiska (szczególnie Puścizna Rękowiańska) w Czarnym Dunajcu są jednym z najchłodniejszych miejsc w Polsce. Nawet latem, w lipcu i sierpniu temperatura przy bezchmurnym niebie potrafi spadać poniżej zera. Przykładowo 8 lipca 2016 zanotowano –1,9 °C, a 8 stycznia 2017 –39,8 °C.

## Sport
W mieście Czarny Dunajec istnieją dwa kluby piłkarskie AP Wisła Czarny Dunajec oraz Czarni Czarny Dunajec. W miejscowości istnieje klub sportowy TS Podhalański Czarny Dunajec (Towarzystwo Sportowe Podhalański), utworzony w 2010. W chwili obecnej prowadzi sekcję piłki siatkowej. Debiut w rozgrywkach IV Ligi Piłki Siatkowej w sezonie 2011/2012 przyniósł drużynie 3. miejsce.
TS Podhalański posiada boiska do siatkówki plażowej oraz boisko do piłki nożnej plażowej.

## Przyroda
- Torfowisko Baligówka

## Ludzie związani z Czarnym Dunajcem
- Stanisław Łętowski – sołtys z Czarnego Dunajca, przywódca powstania chłopów podhalańskich w połowie XVII w.

Czarny Dunajec jest miejscem urodzenia Karola Zająca, Józefa Rafacza oraz Stanisława Cikowskiego.